# Steven Lorentz
Steven Lorentz (Kitchener, Ontario, 13 de abril de 1996) es un jugador profesional canadiense de hockey sobre hielo que se desempeña en la posición de centro en Florida Panthers, equipo de la National Hockey League (NHL).

## Carrera
Fue seleccionado en la séptima ronda en la NHL Entry Draft de 2015. En 2020 hizo su debut profesional con el equipo Carolina Hurricanes, en el cual jugó dos temporadas (2020-2022), después pasó a San Jose Sharks (2022-2023), luego a Florida Panthers, donde lleva jugando una temporada.